# Wiktor Szapowałow
Wiktor Aleksandrowicz Szapowałow (ros. Виктор Александрович Шаповалов; ur. 4 marca 1965 roku w Sterlitamaku) – rosyjski kierowca wyścigowy.

## Kariera
Szapowałow rozpoczął karierę w wyścigach samochodowych na przełomie 2005 i 2006 roku od startów w Dutch Winter Endurance Series. Z dorobkiem pięciu punktów uplasował się na 172 pozycji w klasyfikacji generalnej. W późniejszych latach Rosjanin startował także w Russian Touring Car Championship, Dutch Supercar Challenge, World Touring Car Championship oraz Łada Granta Cup.
W World Touring Car Championship Rosjanin startował w latach 2007-2009 z rosyjskimi ekipami Russian Bears Motorsport i LADA Sport. Jednak nigdy nie zdobywał punktów. Podczas pierwszego wyścigu brazylijskiej rundy w sezonie 2009 uplasował się na trzynastym miejscu, co było jego najlepszym wynikiem w mistrzostwach. W 2008 roku był 21 w klasyfikacji kierowców niezależnych.